# Антон Свейн Маккі
Антон Свейн Маккі (18 грудня 1993) — ісландський плавець.
Учасник Олімпійських ігор 2012, 2016 та 2020 років.